# Losgna pumilio
Losgna pumilio är en stekelart som beskrevs av Heinrich 1965. Losgna pumilio ingår i släktet Losgna och familjen brokparasitsteklar. Inga underarter finns listade i Catalogue of Life.